# Golden Goal
Das Golden Goal (deutsch Goldenes Tor) war eine Regel im Fußball, wonach ein Spiel, das in die Verlängerung geht, durch ein in der Verlängerung erzieltes Tor unmittelbar entschieden wird.

## Ursprung
Die ursprünglich aus dem Eishockey (Sudden Death) stammende Regel wurde von der FIFA zur U-20-Weltmeisterschaft 1993 in Brasilien in das WM-Regelwerk aufgenommen. Das erste Spiel, das nach diesem Modus entschieden wurde, ist allerdings weitaus älter als der Begriff. Im Endspiel um die deutsche Fußballmeisterschaft 1914 zwischen der SpVgg Fürth und dem VfB Leipzig galt die Regel, dass, wenn es nach der Verlängerung immer noch unentschieden steht, so lange weitergespielt wird, bis eine Mannschaft ein Tor erzielt. Das Spiel endete mit einem 3:2 für Fürth, nachdem Karl Franz in der 154. Minute das entscheidende Tor erzielt hatte. Auch beim Coupe des Nations 1930 wurde das Spiel der ersten Runde zwischen dem FC Sète und der SpVgg Fürth in der 2. Verlängerung durch diese Regel entschieden. Auch für das deutsche Pokalfinale 1943 galt die „Golden-Goal-Regel“, um ein Wiederholungsspiel zu vermeiden. Als es zwischen dem Luftwaffen-Sportverein Hamburg und dem First Vienna FC 1894 nach 90 Minuten 2:2 stand, ging es in die Verlängerung, in der Rudolf Noack das entscheidende Tor für die Wiener schoss. Das allererste Golden Goal wurde sogar schon früher erzielt, und zwar beim Finale des ersten Fußballturniers (Cromwell Cup in Sheffield von The Wednesday gegen Gerrick).
1994 experimentierte die FIFA bei der Fußball-Karibikmeisterschaft mit einer Regel, die Sudden-Victory-Verlängerungen auch bei Gruppenspielen vorsah, wobei Golden Goals doppelt gewertet wurden. Die angewandten Regeln in Verbindung mit einer unglücklichen Ausgangslage vor dem letzten Spiel in Gruppe 1 sorgten allerdings dafür, dass im Spiel Barbados gegen Grenada erst Barbados durch ein absichtlich herbeigeführtes Eigentor die Verlängerung erzwingen wollte und so in der Schlussphase Grenada dazu gezwungen wurde, sowohl auf das eigene als auch auf das gegnerische Tor zu spielen, um entweder zu gewinnen oder mit nur einem Tor Unterschied zu verlieren. Sowohl der Sieg als auch die Niederlage mit nur einem Tor Unterschied hätten das Weiterkommen bedeutet. Barbados, das zwischenzeitlich (durch den Ausgleich per Eigentor) beide Tore verteidigen musste, gelang es danach aber in der Verlängerung, durch das doppelt zählende Golden Goal den nötigen Sieg mit zwei Toren Vorsprung zu erringen und die nächste Runde zu erreichen.

## Kennzeichnung
Ergebnisse eines durch ein Golden Goal entschiedenen Spiels werden in der Regel mit dem Vermerk n. GG. gekennzeichnet. In Klammer dahinter werden die Spielstände nach der regulären Spielzeit und zur Halbzeit angegeben. Der Spielstand nach der regulären Spielzeit ist zwar aus dem Endergebnis (n. GG.) ableitbar, wird aber zum besseren Verständnis dennoch mit angegeben.

## Durch Golden Goal entschiedene Spiele
Das erste Golden Goal, welches auch offiziell so bezeichnet wurde, wurde vom Australier Anthony Carbone im Viertelfinale der U-20-Weltmeisterschaft 1993 zum 2:1-Sieg gegen Uruguay erzielt. Das erste Golden Goal der Herren, also nicht Junioren, schoss der deutsche Stürmer Oliver Bierhoff am 30. Juni 1996 im Endspiel der Fußball-Europameisterschaft 1996 gegen Tschechien. Deutschland wurde damit zum dritten Mal Europameister. Bei der EM 2000 gewann Frankreich durch die einzigen beiden Golden Goals des Turniers das Halbfinale (gegen Portugal) sowie das Endspiel (gegen Italien).
Bei Weltmeisterschaften fielen insgesamt vier Golden Goals: 1998 besiegte Frankreich im Achtelfinale Paraguay durch ein Tor von Laurent Blanc. 2002 konnten sich im Achtelfinale Senegal gegen Schweden und Südkorea gegen Italien durch ein Golden Goal durchsetzen; die Türkei besiegte Senegal im Viertelfinale durch das vorerst letzte Golden Goal der Herren-WM-Geschichte.
Auch bei der Austragung des FIFA-Konföderationen-Pokals wurden Spiele durch Golden Goal entschieden. 1999 gewann Mexiko sein Halbfinale gegen die USA per Golden Goal und 2003 Frankreich das Endspiel gegen Kamerun.
Im UEFA-Super-Cup-Finale 2000 zwischen Galatasaray Istanbul und Real Madrid entschied Mário Jardel durch ein Golden Goal das Spiel und schoss damit Galatasaray zum ersten Super-Cup-Titel.
Beim UEFA-Pokal-Finale 2001 zwischen dem FC Liverpool und Deportivo Alavés sorgte Delfí Geli in der 117. Minute durch ein Goldenes Eigentor zum 5:4 für die Entscheidung.
Das Finale beim Frauen-Turnier der Olympischen Spiele 2000 in Sydney gewann Norwegen gegen die USA durch ein Golden Goal von Dagny Mellgren.
Auch das Finale der Frauen-EM 2001 am 7. Juli in Ulm zwischen Deutschland und Schweden wurde durch ein Golden Goal entschieden, Claudia Müller traf in der 98. Minute zum 1:0. Im Endspiel der Frauen-Fußball-WM 2003 in den USA am 12. Oktober traf Nia Künzer in der 98. Minute ebenfalls gegen Schweden per Kopf zum 2:1. Dieses vorläufig letzte Golden Goal eines internationalen Wettbewerbs bescherte Deutschland den Weltmeister-Titel.

## Golden Goal in der Major League Soccer
Um Fußball für die amerikanischen Fans interessanter zu gestalten, wurde im Jahr 2000 in der MLS die Golden-Goal-Regel bei Ligaspielen eingeführt. In einer 10-minütigen Verlängerung sollte den Teams die Chance gegeben werden, doch noch den Sieg zu erringen. Dadurch sollten für die US-amerikanische Sportlandschaft untypische Unentschieden vermieden werden. Um sich allerdings an den internationalen Standards zu orientieren, wurde diese Regel nach 2003 wieder abgeschafft.

## Abschaffung
Da die Spiele durch die Golden-Goal-Regel unattraktiv wurden, weil beide Mannschaften größeren Wert darauf legten, kein Tor zu kassieren, als eines zu erzielen, wurde sie in der Saison 2002 von der UEFA für innereuropäische Wettbewerbe in eine sogenannte Silver-Goal-Regel geändert: Steht ein Spiel in einer K.-o.-Runde nach 90 Minuten immer noch unentschieden, gibt es zunächst eine 15-minütige Verlängerung. Die Mannschaft, die am Ende dieser Zusatzzeit führt, ist Sieger. Bei Gleichstand wird noch eine zweite Verlängerung von 15 Minuten gespielt. Steht danach immer noch kein Sieger fest, folgt ein Elfmeterschießen. In außereuropäischen Wettbewerben galt weiterhin die Golden-Goal-Regel.
Am 28. Februar 2004 beschloss die Regelkommission IFAB, das Golden Goal und das Silver Goal zum 1. Juli 2004 wieder abzuschaffen.
Da die im gleichen Jahr stattfindende Fußball-Europameisterschaft 2004 in Portugal zwar im Juli endete, aber bereits im Juni begann, wurde hier noch die Silver-Goal-Regel angewandt. Der Grieche Traianos Dellas erzielte das einzige Silver Goal des Turniers im Halbfinale gegen Tschechien.
Seither folgt auf ein nach der regulären Spielzeit unentschiedenes K.-o.-Spiel wieder die traditionelle Verlängerung von zweimal 15 Minuten. Sollte das Spiel nach 120 Minuten immer noch nicht entschieden sein, gibt es ein Elfmeterschießen.